# Sicherer Drittstaat
Sicherer Drittstaat ist ein Begriff aus dem europäischen, deutschen und Schweizer Asylrecht.

## Europäische Union
Das Konzept des sicheren Drittstaats ist in Art. 38 der Asylverfahrensrichtlinie geregelt. Die Mitgliedstaaten können einen Antrag auf internationalen Schutz als unzulässig betrachten, wenn ein Staat, der kein Mitgliedstaat ist, als für den Antragsteller sicherer Drittstaat betrachtet wird (Art. 33 Abs. 2 lit. c der Asylverfahrensrichtlinie). Dafür wird allerdings eine Verbindung zwischen dem Antragsteller und dem betreffenden Drittstaat verlangt, so dass es aufgrund dieser Verbindung vernünftig erscheint, dass diese Person sich in diesen Staat begibt (Art. 38 Abs. 2 lit. a der Asylverfahrensrichtlinie).

## Deutschland
Der Begriff sicherer Drittstaat ist seit dem Asylkompromiss von 1992 ein zentraler Begriff des deutschen Asylrechts. Nach Artikel 16a Abs. 2 des Grundgesetzes ist ein sicherer Drittstaat ein solcher, in dem die Anwendung des Abkommens über die Rechtsstellung der Flüchtlinge und der Konvention zum Schutze der Menschenrechte und Grundfreiheiten gewährleistet ist.
Hierzu definiert § 26a des Asylgesetzes (AsylG) durch Auflistung die folgenden Staaten als sichere Drittstaaten:
- Norwegen, die Schweiz und die Mitgliedstaaten der Europäischen Union.

Entgegen der Vorgabe in §26a AsylG „(2) Sichere Drittstaaten sind außer den Mitgliedstaaten der Europäischen Union die in Anlage I bezeichneten Staaten.“ stellte das Bundesverwaltungsgericht in seiner Entscheidung vom 23. März 2017 jedoch fest, dass es sich bei den Mitgliedsstaaten der Europäischen Union nicht um sichere Drittstaaten im Sinne von § 29 Abs. 1 Nr. 3 AsylG i. V. m. § 26a Abs. 2 AsylG, Art. 16a Abs. 2 GG handelt. In der Begründung seiner Entscheidung führt das Gericht aus (Rn. 13):
„Zwar ist die Drittstaatenregelung des § 26a AsylG, an die § 29 Abs. 1 Nr. 3 AsylG anknüpft, weiter gefasst. Sichere Drittstaaten sind gemäß § 26a Abs. 2 AsylG, der Art. 16a Abs. 2 GG entspricht, nämlich alle Mitgliedstaaten der Europäischen Union sowie die in Anlage I zum Asylgesetz bezeichneten Staaten, zu denen derzeit nur Norwegen und die Schweiz zählen. Dieser weite Anwendungsbereich der deutschen Drittstaatenregelung steht jedoch nicht im Einklang mit der Richtlinie 2013/32/EU. Er ist wegen des Anwendungsvorrangs des Unionsrechts dahin einzuschränken, dass der Verweis auf einen sicheren Drittstaat jedenfalls bei der Versagung internationalen Schutzes nur hinsichtlich der Staaten der Anlage I möglich ist. In Bezug auf die Mitgliedstaaten der Europäischen Union darf hingegen von dem im nationalen Recht geregelten Konzept sicherer Drittstaaten kein Gebrauch gemacht werden.“
Das Bundesverwaltungsgericht bestätigte diese Rechtsprechung zu „sicheren Drittstaaten“ mit dem Urteil vom 21. April 2020 in derselben Rechtssache. In der dortigen Begründung der Entscheidung heißt es (in Rn. 11):
„Die Annahme des Oberverwaltungsgerichts, der auf die nationale Drittstaatenregelung gestützte Bescheid des Bundesamts sei rechtmäßig, weil die Republik Österreich, über die der Kläger eingereist ist, ein sicherer Drittstaat im Sinne von Art. 16a Abs. 2 Satz 1 GG, § 26a Abs. 1 Satz 1 AsylG sei, verletzt Bundesrecht (§ 137 Abs. 1 Nr. 1 VwGO). Als Mitgliedstaat der Europäischen Union ist Österreich schon kein Drittstaat im Sinne der genannten Regelungen.“
Für alle deutschen Behörden und Gerichte begründet der genannte Anwendungsvorrang des Unionsrechts damit eine Pflicht zur Nichtanwendung der „nachrangigen“ nationalen Norm in Bezug auf die Mitgliedstaaten der Europäischen Union in Art. 16a Abs. 2 GG (Bindung der deutschen Behörden und Gerichte an das Unionsrecht nach Art. 20 Abs. 3 GG und Art. 23 Abs. 1 Satz 2). Damit sind bei Asylsuchenden, die aus anderen Mitgliedsstaaten der Europäischen Union eingereist sind, die Regeln der Dublin-III-Verordnung anzuwenden, und ferner ist die Drittstaatenregelung entsprechend der Asylverfahrensrichtlinie nur auf Staaten anzuwenden, die keine Dublin-Staaten sind.
Durch Gesetz, das der Zustimmung des Bundesrates bedarf, wird der Status als sicherer Drittstaat bestimmt, durch Rechtsverordnung (ohne bundesrätliche Zustimmung) kann dieser Status vorübergehend entzogen werden.
Personen, die über sichere Drittstaaten eingereist sind, können sich nach Art. 16a Abs. 2 Satz 1 Grundgesetz in Verbindung mit § 26a Abs. 1 AsylG in der Regel nicht auf das Asylrecht nach Art. 16a Grundgesetz berufen, da nach dem Willen des Gesetzgebers schon in dem sicheren Drittstaat die Möglichkeit bestand, Asyl zu beantragen, womit keine Notwendigkeit einer Asylbeantragung in Deutschland mehr gegeben sei. Möglich ist aber ein Antrag auf Anerkennung als Flüchtling nach der Genfer Flüchtlingskonvention (§ 3 Asylgesetz) oder auf subsidiären Schutz (§ 4 Asylgesetz). Ob Deutschland für die Prüfung solcher Anträge zuständig ist, bestimmt sich nach der Dublin-III-Verordnung.

## Schweiz
Falls eine asylsuchende Person sich vor der Einreichung des Asylgesuchs in der Schweiz in einem vom Bundesrat als sicher bezeichneten Drittstaat aufgehalten hat und dorthin zurückkehren kann, wird in der Regel auf ein Asylgesuch nicht eingetreten (Art. 6 Absatz 2 Buchstabe b AsylG). Welche Staaten zu den sicheren Drittstaaten gehört, bestimmt der Bundesrat. Seit 2008 werden folgende Staaten als „sichere Drittstaaten“ bezeichnet:
- Alle EU-Staaten
- Alle EFTA-Staaten (Island, Liechtenstein, Norwegen)